# Orgie (godsdienstig feest)
Een orgie was in het oude Griekenland een extatisch feest (orgion - ὄργιον, meestal in het meervoud als orgia) in allerhande mystieke cultussen ter ere van een Griekse godheid.
Tijdens dergelijke orgia probeerden de ingewijden, of orgiônes, de grens tussen het aardse en het goddelijke te doorbreken om zo dichter bij hun godheid te komen. Hiervoor brachten zij zichzelf in een staat van  trance door middel van zang, dans, muziek, drank of hallucinogene middelen.
Bekende orgia zijn die ter ere van Dionysos en de cultus ter ere van Cybele, de Anatolische moedergodin.
Tegenwoordig heeft het woord orgie vooral een seksuele connotatie, namelijk in de zin van groepsseks. Toch wordt het woord ook gebruikt bij het aanduiden van een activiteit zonder remmingen zoals een drankorgie of drugsorgie. Volgens Van Dale kan het woord ook gebruikt worden in de betekenis van "overdadige weelde" (een orgie van geluid, een orgie van kleur, enz.).